# 尼古拉·丘克
尼古拉·約內爾·丘克（羅馬尼亞語：Nicolae Ionel Ciucă，[nikoˈla.e joˈnel ˈt͡ʃʲukə]；1967年2月7日—），是一名羅馬尼亞政治人物和羅馬尼亞陸軍退役將軍。他在意識形態上屬於保守派，在代表自己的國家自由黨以及社會民主黨和羅馬尼亞匈牙利人民主聯盟獲得廣泛的議會支持後，自2021年11月25日起擔任羅馬尼亞總理。此外，他自2022年4月10日起擔任國家自由黨主席。
丘克曾參加過阿富汗及伊拉克戰爭。他於2015年至2019年擔任羅馬尼亞總參謀長，2019年至2021年擔任國防部長。2020年12月7日至23日，在前總理盧多維克·奧爾班辭職後，他作為看守政府短暫領導羅馬尼亞政府。2021年10月21日，在克楚內閣解散及達奇安·喬洛什被拒絕擔任總理後，他被總統克勞斯·約翰尼斯任命為新政府的負責人，但隨後放棄他的任務。約翰尼斯於2021年11月22日再次提名他。

## 早期生活
丘克出生於多爾日縣普萊尼察鄉。他於1985年畢業於克拉約瓦的圖德·弗拉迪米雷斯庫軍事學院，1988年畢業於錫比烏的尼古拉·伯爾塞斯庫陸軍學院。

## 軍事生涯
丘克曾參加在阿富汗、波士尼亞與赫塞哥維納以及伊拉克的任務。2001年至2004年，他擔任第26步兵營「紅蠍」營長，隨營參加在阿富汗的持久自由軍事行動和在伊拉克的古代巴比倫行動。在2004年5月的後一次行動中，他在伊拉克納西里耶帶領羅馬尼亞部隊進行一次武裝交戰，據說這是自第二次世界大戰以來羅馬尼亞人成為「積極戰鬥人員」的第一次戰鬥。2010年10月25日，他晉升為將軍。
2015年，他接替史蒂芬·達尼拉（Ștefan Dănilă）擔任羅馬尼亞總參謀長。2018年，總統克勞斯·約翰尼斯將他在該職務的四年任期再延長一年，這引起了約翰尼斯、總理維奧麗卡·登奇勒和時任國防部長加布里埃爾-貝尼亞明·勒斯（Gabriel-Beniamin Leș）之間的衝突，後者打算職務。

## 政治生涯
國家自由黨提名丘克擔任第一次奧爾班內閣的國防部長。2019年10月28日，他被調任為後備軍，由丹尼爾·佩特雷斯庫（Daniel Petrescu）接任羅馬尼亞總參謀長。他於2019年11月4日成為羅馬尼亞國防部長。2020年10月，他加入國家自由黨，在當年的議會選舉中作為參議員競選羅馬尼亞參議院議員，隨後也當選了。
2020年12月7日，在總理盧多維克·奧爾班辭職後，他被約翰尼斯任命為代理總理。他以看守政府的身份領導政府，直到12月23日根據2020年羅馬尼亞議會選舉的結果，在弗洛林·克楚領導下成立新的聯合政府。
然而，在2021年10月5日克楚內閣通過不信任動議被解散後，約翰尼斯於2021年10月21日提名丘克為候任總理。雖然羅馬尼亞匈牙利人民主聯盟很快同意與國家自由黨續簽少數派政府，但社會民主黨提出在COVID-19疫情期間暫時支持他，以換取同意10項措施。他於10月29日提出他的政府內閣名單。由於未能贏得社民黨或拯救羅馬尼亞聯盟的支持，他於11月1日放棄組建政府。2021年11月22日，他再次被提名為候任總理，並在11月25日獲得318張贊成票後被議會確認。幾個小時後，他在辦公室宣誓就職。
2022年4月2日，弗洛林·克楚辭去國家自由黨主席職務後，格奧爾基·弗魯圖爾進行為期8天的臨時領導，之後丘克當選為新的黨主席。他是自2019年以來連續第三位同時擔任總理和國家自由黨主席的政治家，前兩位是奧爾班和克楚。
2022年8月26日，丘克簽署安格爾·薩利格尼投資計劃的第一批融資合同，該基金會的目的是為羅馬尼亞平民開發定居點，是2021年羅馬尼亞政治危機的結果而正式創建的。

## 榮譽
丘克是法國國家功績勳章指揮官級別的獲得者，以及羅馬尼亞國家功績勳章指揮官級別的獲得者。2019年，他被授予羅馬尼亞之星勳章軍官級別。2020年，他被美國大使阿德里安·祖克曼授予美國功績勳章。

## 個人生活
丘克於2019年結婚，並育有一子。